# Markeule
Die Markeule (Hydraecia micacea), auch Uferstauden-Markeule oder Ufersumpfhochstauden-Markeule oder Hopfenmarkeule genannt, ist ein Schmetterling (Nachtfalter) aus der Familie der Eulenfalter (Noctuidae). Im Grunde handelt es sich um einen Komplex von drei sehr ähnlichen mittel-/nordeuropäischen Arten, deren Eigenständigkeit erst 1952 bzw. 1965 erkannt wurde. Der alte Trivialname Markeule könnte daher Exemplare aller drei Arten bezeichnen, da die Arten nicht unterschieden worden sind; in der Praxis ist er jedoch auf Hydracea micacea beschränkt worden (vgl. Lepiforum). Eine vierte sehr ähnliche Art hat ihre Hauptverbreitung in Sibirien bis in den Fernen Osten. Die drei europäischen Arten sind anhand der äußeren Merkmale der Falter nur sehr schwer voneinander zu unterscheiden.

## Merkmale
Die Falter der Markeule sind auffallend unterschiedlich groß; die Flügelspannweite variiert von 30 bis 50 mm (35 mm). Kopf und Thorax sind braun gefärbt, der Hinterleib hellbraun. Die Antennen des Männchens sind lamellat-ziliat, die des Weibchens einfach-fadenförmig. Die Vorderflügel sind hell ockerfarben bis graubraun in der Grundfarbe. Die Falter variiert nur wenig in der Zeichnung selber, jedoch in der Intensität der Zeichnung ist eine große Variabilität zu beobachten. Auch die Färbung der einzelnen Flügelabschnitte ist sehr variabel. Oft ist auch eine gewellte Wurzellinie zu sehen. Innere und äußere Querlinie sind dunkelbraun und scharf gezeichnet, ebenso die Saumlinie. Dagegen ist die Wellenlinie gelegentlich nur schwach ausgebildet oder kann auch fehlen. Die innere Querlinie verläuft eher rundbogig, lediglich der vordere nach innen gewölbte Bogen ist leicht gespitzt bzw. gebrochen. Die äußere Querlinie verläuft annähernd parallel zum Außenrand und biegt am Kostalrand stark wurzelwärts zurück. Sie ist zum helleren Saumfeld hin oft zusätzlich noch durch eine hellere Linie abgesetzt. Im äußeren Teil des Mittelfeldes ist meist ein dunkler Schatten ausgebildet, der auch fehlen kann. Gelegentlich zieht sich der Schatten zwischen den Makeln und dem Hinterrand von der äußeren Querlinie bis zur inneren Querlinie. Die Makeln (Ring- und Nierenmakel) sind relativ groß, dunkelbraun gerandet und meist in der Grundfarbe oder nur geringfügig heller gehalten. Bei manchen Exemplaren ist ein schwacher, dunkelbrauner Mittelschatten ausgebildet, der sich zwischen Nieren- und Ringmakel hindurchzieht. Die Flügeläderung ist meist etwas dunkler als die Grundfarbe und hebt sich vor allem im Saumfeld meist deutlich ab.
Die Hinterflügel sind gelblich bis hellbräunlich, die Äderung ist manchmal braun überstäubt. Die Saumlinie ist braun und unterbrochen. Ein dunkler Mittelfleck ist vorhanden und auch auf der Unterseite sichtbar. Eine Medianlinie ist ebenfalls in der Regel vorhanden. Manche Exemplare weisen zusätzlich noch eine schwache, etwas dunklere Binde zwischen Mittellinie und Saumlinie auf.
Das abgeflachte, halbkugelige Ei ist nach der Ablage zunächst glänzend gelblich weiß; es wird später rötlich gelb. Die Oberfläche weist viele unregelmäßige Rippen auf.
Die rötliche bis gelblich pinkfarbene Raupe zeigt eine dunkle Rückenlinie und eine hellere Bauchseite. Die Seitenlinie ist dunkel punktiert. Die Punktwarzen und die Stigmen sind schwarz gefärbt. Der Kopf ist glänzend rotbraun oder gelblich gefärbt, der Halsschild gelblich.
Die rotbraune bis hellbraune Puppe ist relativ schlank, mit glatter und glänzender Oberfläche. Der Kremaster ist verhältnismäßig klein und besitzt zwei kleine, leicht divergierende und nach unten gekrümmte Dornen.

### Ähnliche Arten
Die Art ähnelt stark zwei anderen in Europa vorkommenden Hydraecia-Arten, deren Verbreitungsgebiete sich z. T. mit H. micacea überlappen: Hydraecia ultima und Hydraecia nordstroemi. Im abgeflogenen Zustand sind die Falter der drei Arten kaum noch zu unterscheiden. Auch frische Falter sind aufgrund der Variabilität der Falter in Farbe und Zeichnung manchmal nur schwer zu bestimmen. In Zweifelsfällen können Exemplare nur durch eine Genitaluntersuchung sicher bestimmt und unterschieden werden. Die Südgrenze der Verbreitung von H. nordstroemi verläuft von Süddänemark, Südschweden ins Baltikum und Südfinnland. Die Westgrenze der Verbreitung von H. ultima verläuft dagegen etwa durch das östliche Baden-Württemberg nach Norddeutschland und Dänemark, die Nordgrenze verläuft dann durch Südschweden und Südfinnland, quer durch Russland bis zum Ural. Die Südgrenze verläuft in den Alpen durch das südliche Österreich nach Nordungarn und Nordrumänien zum Schwarzen Meer. Eine Bestimmung nach Fundort ist daher mit Einschränkungen möglich (siehe aber Kommentar unter Systematik). Auch die Raupen der drei Arten unterscheiden sich nur sehr wenig. Es gibt noch eine vierte sehr ähnliche Art, Hydraecia mongoliensis Urbahn, 1967, die jedoch nicht in Mitteleuropa vorkommt. Das Verbreitungsgebiet erstreckt sich vom Südural (Russland und europäischer Teil von Kasachstan) über Sibirien, die Mongolei bis nach Japan.
- Bei Hydraecia micacea ist der dunkle Schatten im äußeren Mittelfeld meist weniger stark ausgeprägt als bei H. nordstroemi. Die Vorderflügel sind etwas breiter und auf den Hinterflügeln ist ein Diskalfleck ausgebildet, der bei H. nordstroemi fehlt. Das Saumfeld hebt sich fast immer sehr deutlich heller vom Mittelfeld ab; die äußere Querlinie ist außen häufig weiß oder sehr hell gesäumt. Die innere Querlinie ist unterhalb der Zelle weniger stark gewinkelt, mehr gerundet als bei den beiden anderen Arten. Die äußere Querlinie biegt am Costalrand weit wurzelwärts zurück. Im Durchschnitt ist sie die größte der drei Arten.
- Hydraecia nordstroemi: Mit einer Flügelspannweite von 28 bis 38 mm ist sie im Durchschnitt die kleinste der drei Arten. Die Vorderflügel sind relativ breit und kurz, jedoch relativ schmaler als bei H. micacea. Sie hat den dunkelsten Mittelschatten der drei Arten, allerdings gibt es auch hier Exemplare mit wenig deutlich ausgebildetem Mittelschatten. Die Grundfarbe ist häufig dunkelbraun und das Saumfeld ist farblich kaum vom Mittelfeld abgehoben. Auch die Makeln heben sich bei dunklen Exemplaren kaum noch von der Grundfarbe ab. Auf den Hinterflügeln ist kein oder nur ein undeutlich ausgebildeter Mittelfleck (bei sehr dunklen Exemplaren) vorhanden. Die Hinterflügelgrundfarbe ist relativ dunkel, meist (hell-)bräunlich.
- Hydraecia ultima: Mit einer Flügelspannweite von 30 bis 44 mm liegt sie im Durchschnitt zwischen den beiden anderen Arten. Die Vorderflügel sind relativ lang und schlank, die Unterschiede in der Intensität der Farben sind eher gering; d. h., sie ist eher einheitlich gefärbt.

## Geographische Verbreitung und Lebensraum
Die Markeule ist nahezu in ganz Europa verbreitet. Im Norden reicht das Verbreitungsgebiet bis zu den Shetland-Inseln und ins nördliche Fennoskandien. Im Süden erstreckt es sich bis Zentralspanien, Mittelitalien und Bulgarien. Sie fehlt auf den Mittelmeerinseln. Das Verbreitungsgebiet erstreckt sich weiter über Osteuropa, das Kaukasusgebiet, Nord- und Mittelasien bis in den Russischen Fernen Osten. In Südeuropa ist sie aber auf die höheren Gebirgsregionen beschränkt. Die in der älteren Literatur genannten Nachweise von den Kurilen, Kamtschatka, Japan und Korea werden heute auf zwei nahe verwandte Arten bezogen.
In den 1920er Jahren wurde sie ins östliche Nordamerika eingeschleppt und hat sich seither in Nova Scotia, Neufundland, Ostkanada und die nordöstlichen Vereinigten Staaten ausgebreitet. In den 1970er Jahren hatte sie den mittleren Westen erreicht.
Sie fehlt weitgehend im Gebirge, steigt dort und im Hügelland auf etwa 800 m über NN an.
Die Markeule bevorzugt feucht-kühle Lebensräume wie Fluss- und Bachtäler, Feucht- und Sumpfland sowie Moore. Die flugaktiven Falter erscheinen auch in trockenen und warmen Plätzen.

## Lebensweise
Die Markeule bildet eine Generation pro Jahr aus, deren Falter in einer langen Flugperiode von Mitte Juli, selten auch schon im Juni, bis Ende September fliegen. Einzelne Falter sind noch bis in den Oktober hinein zu finden. Die Falter sind nachtaktiv und kommen erst im Verlauf der Nacht auch an künstliche Lichtquellen. Sie kommen eher spärlich an den Köder. Tagsüber ruhen sie in der Vegetation. Die Eier werden in Reihen auf den Nahrungspflanzen der Raupen abgelegt. Das Ei überwintert. Die Eiraupen schlüpfen erst im Mai, einige wenige bereits auch Ende April. Die Raupen fressen und leben in den Stängeln, Wurzeln und Knollen verschiedener (Nutz-)Pflanzen. Sie kann gelegentlich schädlich an Nutzpflanzen auftreten. Die Raupen haben kannibalistische Tendenzen, wenn sie auf Artgenossen treffen. In der Literatur werden an Nahrungspflanzen genannt:
- Giersch (Aegopodium podagraria)
- Zwiebel (Allium cepa)
- Knoblauch (Allium sativum)
- Rosmarinheide (Andromeda)
- Kletten (Arctium)
- Arundo phragmitis
- Melden (Atriplex)
- Saat-Hafer (Avena sativa)
- Rübe (Beta vulgaris)
- Kohl (Brassica)
- Seggen (Carex)
- Gemeine Wegwarte (Cichorium intybus)
- Hohes Zypergras (Cyperus longus)
- Acker-Schachtelhalm (Equisetum arvense)
- Teich-Schachtelhalm (Equisetum fluviatile)
- Echtes Mädesüß (Filipendula ulmaria)
- Gartenerdbeere (Fragaria ananassa)
- Moschus-Erdbeere (Fragaria moschata)
- Wald-Erdbeere (Fragaria vesca)
- Hügel-Erdbeere (Fragaria viridis)
- Gladiolen (Gladiolus)
- Wasser-Schwaden (Glyceria maxima)
- Glyceria spectabilis
- Sonnenblumen (Helianthus)
- Hordeum sativum
- Echter Hopfen (Humulus lupulus)
- Incarvillea
- Sumpf-Schwertlilie (Iris pseudacorus)
- Ligularia
- Gänseblümchenblättriger Strandflieder (Limonium bellidifolium)
- Gewöhnlicher Strandflieder (Limonium vulgare)
- Tomate (Lycopersicon esculentum)
- Tabak (Nicotiana)
- Weiße Pestwurz (Petasites alba)
- Rohrglanzgras (Phalaris arundinacea)
- Schilfrohr (Phragmites australis)
- Spitzwegerich (Plantago lanceolata)
- Strand-Wegerich (Plantago maritima)
- Vogelknöteriche (Polygonum)
- Garten-Rettich (Raphanus sativus)
- Sibirischer Rhabarber (Rheum rhaponticum)
- Himbeere (Rubus idaeus)
- Wasser-Ampfer (Rumex aquaticus)
- Gemüse-Ampfer (Rumex longifolius)
- Stumpfblättriger Ampfer (Rumex obtusifolius)
- Teeblättrige Weide (Salix phylicifolia)
- Wiesensalbei (Salvia pratensis)
- Roggen (Secale cereale)
- Kartoffel (Solanum tuberosum)
- Sibirische Fiederspiere (Sorbaria sorbifolia)
- Acker-Ziest (Stachys arvensis)
- Weizen (Triticum)
- Huflattich (Tussilago farfara)
- Breitblättriger Rohrkolben (Typha latifolia)
- Mais (Zea mays)

Die Raupe verpuppt sich in einer Erdhöhle.

## Systematik
Das Taxon wurde 1789 von Eugen Johann Christoph Esper als Phalaena Noctua micacea erstmals wissenschaftlich beschrieben. Die Art wurde dann zur Typusart der Gattung Hydraecia Guenée, 1841 bestimmt. Allerdings wurde dieser Name 1847 durch Louis Agassiz in Hydroecia geändert. Diese Falschschreibweise des Gattungsnamens setzte sich in der Literatur weitgehend durch (vgl. in der hier zitierten Literatur Bergmann). Erst in neueren Arbeiten ist wieder die korrekte Schreibweise der Gattung verwendet worden. Das Typmaterial für micacea stammte aus Tirol. Die „Typen für dieses Taxon sind nicht mehr nachvollziehbar“.
Erst 1952 bzw. 1965 wurde erkannt, dass sich in Europa unter dem Namen Hydraecia micacea drei Taxa verbergen, wobei allerdings die zwei neu abgetrennten Arten (Hydraecia nordstroemi Horke, 1952, Hydraecia ultima Holst, 1965) nur in Teilen des Verbreitungsgebietes von H. micacea vorkommen. In Westeuropa kommt so nur H. micacea vor, während im Baltikum und Südskandinavien alle drei Arten sympatrisch vorkommen können. Jedoch können wandernde Falter auch weit außerhalb ihres eigentlichen Verbreitungsgebietes gefunden werden. Entsprechend ist die ältere Literatur zur Verbreitung z. T. unbrauchbar, da sie noch nicht zwischen den drei Arten unterschieden hat. Auch heute noch sind die Verbreitungsgebiete der beiden zuletzt abgetrennten Arten nur unzureichend bekannt. Es ist nicht völlig auszuschließen, dass auch außerhalb der oben genannten Verbreitungsgebiete Populationen von H. nordstroemi und H. ultima existieren könnten. Eine „Bestimmung nach Fundort“ könnte daher ebenfalls falsche Ergebnisse liefern. Ebert und Steiner fanden aber bei genitalmorphologisch bestimmten Exemplaren in Baden-Württemberg nur H. micacea. Nach dem derzeitigen Stand ist es unwahrscheinlich, dass die beiden erst später abgetrennten Arten sehr viel weiter als in den obigen angedeuteten Arealen verbreitet sind.

## Gefährdung
Die Markeule ist in Deutschland nicht gefährdet.